# Alžběta (hudební skupina)
Alžběta je česká rock-metalová skupina založená v roce 2011 ve městě Nový Bydžov. Kapelu tvoří zpěvák Radek Řezníček, baskytarista Pavel Bělik, kytaristé Jan Dlouhý, Miroslav Vejvoda, který alternuje s kytaristou Richardem Kaločem. Ten přišel do kapely v roce 2018. V roce 2019 končí bubeník Radim Zvoníček a nahrazuje ho Libor Král.  V listopadu 2024, po odchodu Libora Krále, nastupuje na jeho místo nová bubenice Aneta Smetáčková 
Během svého působení vydali již 6 alb – Zpověď (2013), Kopí osudu (2015), Zastavte kolotoč (2017), Duše ztracených (2019), Pavučina (2021) a Kouzelník (2023). Dále kompilační album BEST OF - 10 LET S VÁMI (2022).

## Členové

### Současní členové
- Miroslav Vejvoda – kytara (2011–2018, 2018–sporadicky)
- Jan Dlouhý – kytara (2011–současnost)
- Radek Řezníček – zpěv (2011–současnost)
- Aneta Smetáčková – bicí (2024–současnost)
- Pavel Bělik – basová kytara (2011–současnost)
- Richard Kaloč – kytara (2018–současnost)

### Bývalí členové
- Radim Zvoníček – bicí (2011–2019)
- Libor Král – bicí (2019–2024)

## Diskografie

### Alba
- Zpověď (2013)
- Kopí osudu (2015)
- Zastavte kolotoč (2017)
- Duše ztracených (2019)
- Pavučina (2021)
- Kouzelník (2023)

### Kompilace
- BEST OF - 10 LET S VÁMI (2022)